# Blaženi Julijan iz Bala
Bl. Julijan iz Bala (14. stoljeće, Bale), katolički prezbiter, franjevac

## Životopis
Rođen je nepoznate godine, u mjestu Bale (tal. Valle, u Istri). Živio je u mjesnom samostanu sv. Mihovila, koji je vjerojatno sam osnovao, 1340. godine. Puno je hodao i propovijedao po istarskim selima.
Odlikovao se je krijeposnim i svetim životom. Pokopan je u crkvi sv. Mihovila, a kad su franjevci napustili Bale (16. st.), njegovi su ostatci preneseni u crkvu u Balama. Štovati su ga počeli odmah poslije smrti (vjerojatno 1399. g.). Sveta stolica je potvrdila njegovo štovanje 1910. g., dekretom u kojem navodi da je “bio krijepostan u riječi i djelu, raspaljen božanskom ljubavlju, pun revnosti u spašavanju duša, obilazio u svetoj službi istarska sela i gradove šireći i unoseći mir i slogu među zavađene građane”. Spomendan mu je 1. svibnja.

### Članci
- Jurišić, Hrvatin Gabrijel. 1974. Osnovne crte hrvatskih svetaca i svetačkih kandidata. Bogoslovska smotra. Katolički bogoslovni fakultet Sveučilišta u Zagrebu. Zagreb. 44 (1): 88–105